# 簇花猕猴桃
簇花猕猴桃（学名：Actinidia fasciculoides）为猕猴桃科猕猴桃属的植物，为中国的特有植物。分布在中国大陆的云南等地，生长于海拔1,350米至1,450米的地区，一般生于山地疏林中。

## 变种
- 楔叶猕猴桃（学名：Actinidia fasciculoides var. cuneata）是猕猴桃科猕猴桃属簇花猕猴桃的变种。分布于中国大陆的广西等地，生长于海拔800米的地区，一般生于石灰岩石山上的疏林中。
- 圆叶猕猴桃（学名：Actinidia fasciculoides var. orbiculata）为猕猴桃科猕猴桃属簇花猕猴桃的变种。分布在中国大陆的广西等地，生长于海拔400米的地区，多生长在石灰岩石山上。